# Ворон (созвездие)
Во́рон (лат. Corvus) — небольшое созвездие южного полушария неба, расположенное между созвездиями Девы и Гидры. Самая яркая звезда имеет звёздную величину 2,6m. Лучшие условия видимости в марте-апреле. Созвездие видимо в средних широтах и на юге России.
Среди достопримечательностей созвездия Ворона особо надо отметить галактику NGC 4038 «Антенны». Интересна двойная звезда Альгораб (дельта Ворона): главный компонент — звезда белого цвета звёздной величины 2,95m, и на расстоянии 24,1" от неё — оранжевый спутник 8,47m.

## История
Древнее созвездие. Включено в каталог звёздного неба Клавдия Птолемея «Альмагест». Ворон — атрибутивная птица Аполлона, и созвездие воспринималось древними греками в этом качестве.
Согласно одной из легенд, раньше вороны имели красивое серебряное оперение и разговаривали на человеческом языке. Их называли священными птицами Аполлона. Аполлон — бог света, поэзии, музыки. Однажды он увидел симпатичную девушку, которую звали Коронида (Коронис) и влюбился в неё. Спустя год у них родился сын Асклепий. Асклепий был богом медицины (исцеления). Через некоторое время Коронида разлюбила Аполлона и влюбилась в простого человека. Она думала, что никто её роман не заметит. Но одна из ворон Аполлона следила за Коронидой. Птица доложила Аполлону обо всем, что увидела. Бог разгневался и наказал ворону, отняв у неё способность разговаривать. Так наказал он и других ворон. После этого Аполлон убил Корониду (по другим источникам её убила сестра Аполлона — Артемида).
Вторая легенда рассказывает нам о том, что Аполлон послал ворону за водой, чтобы она принесла её в кубке бога. Ворона смогла вернуться очень поздно. Чтобы хоть как-то оправдаться, она принесла водяную змею и сказала, что это она во всём виновата. Но Аполлон знал правду и в наказание поместил ворону, кубок и змею среди звёзд. Там змея постоянно охраняет воду от измученной жаждой вороны и не даёт ей напиться. На небе под созвездием Ворона находится Гидра (это змея), а чуть восточнее — чаша (это кубок).
И, наконец, третья версия — библейская. Когда случился всемирный потоп, Ной в первую очередь выпустил ворону, чтобы определить, есть ли где-нибудь суша. Ворона так и не вернулась. Через семь дней Ной отправил на поиски голубя — птица вернулась с оливковым листом в клюве. Этот голубь попал на небо и сейчас называется созвездием Голубь.